# Parque Nacional de Ubajara
O Parque Nacional de Ubajara é Unidade de Conservação de Proteção Integral localizada na região da Serra da Ibiapaba, no estado do Ceará, Brasil. Possui uma área de 6 299 ha. O perímetro do parque é de 63 604,263 m. É administrado pelo Instituto Chico Mendes de Conservação da Biodiversidade (ICMBio), com a finalidade de garantir a integridade e o processo de evolução do conjunto de formações geológicas de grande importância espeleológica, paleontológica e arqueológica existentes em Ubajara, além dos ecossistemas naturais da região, de grande relevância ecológica e beleza cênica. O parque apresenta características ímpares para pesquisa científica, por conter em espaço próximo dois ecossistemas muito diferenciados, a mata úmida e mata seca. Nos períodos mais movimentados do ano, o parque costuma receber em média 1.500 visitantes por dia.

## Antecedentes legais
O Parque foi criado em 30 de abril de 1959, com uma área de 4.000 hectares, através do Decreto Federal nº 45.954/59. No dia 26 de abril de 1973, foi assinado o Decreto nº 72.144, alterando os seus limites para uma área de 563 hectares. No dia 13 de dezembro de 2002, foi assinado o Decreto Sem Número e publicado no Diário Oficial da União, que altera, mais uma vez, os limites do Parque Nacional para uma área de 6.288 hectares, passando, assim, a abranger os municípios de Ubajara, Tianguá e Frecheirinha.

## Objetivos
Proteger a amostra da Floresta Subcaducifólia Tropical, representativa de serra úmida em região semi-árida e sua transição até atingir a Caatinga, bem como os afloramentos de rochas calcárias e grutas encontradas nestes afloramentos.

## Atrativos
A grande atração do Parque Nacional de Ubajara é a Gruta de Ubajara, a qual está situada em uma depressão de 535 metros de profundidade. O acesso à Gruta pode ser feito pela trilha principal, íngreme, com uma extensão de 7 km e percurso de 4 horas ou por meio de um teleférico, com um percurso de 550 metros e duração de 3 minutos. O parque possui três trilhas: Ibiapaba, Samambaia e Araticum.
No passeio pela trilha, o visitante se depara com toda a riqueza da flora do parque, como riachos e cachoeiras, sobretudo a Cachoeira do Cafundó e Rio das Minas. É possível ter, ainda, uma visão panorâmica do Parque por meio do Mirante, que está localizado às margens do Riacho Gameleira e na borda da Chapada. O passeio à Gruta e trilhas é realizado com o acompanhamento de guias da ICMBio.
A Gruta de Ubajara tem uma extensão de 1.200 metros com aproximadamente 75 metros de profundidade, em relação à entrada, mas o visitante só tem acesso a uma extensão de aproximadamente 450 metros, entre galerias, com um desnível de 35 metros de profundidade. Boa parte da gruta é de acesso restrito a pesquisadores. A gruta possui rio subterrâneo, seu interior é totalmente escuro e o trajeto é iluminado por refletores. A gruta possui formações rochosas muito peculiares e diversos salões, batizados com nomes alusivos às figuras que as formações representam.

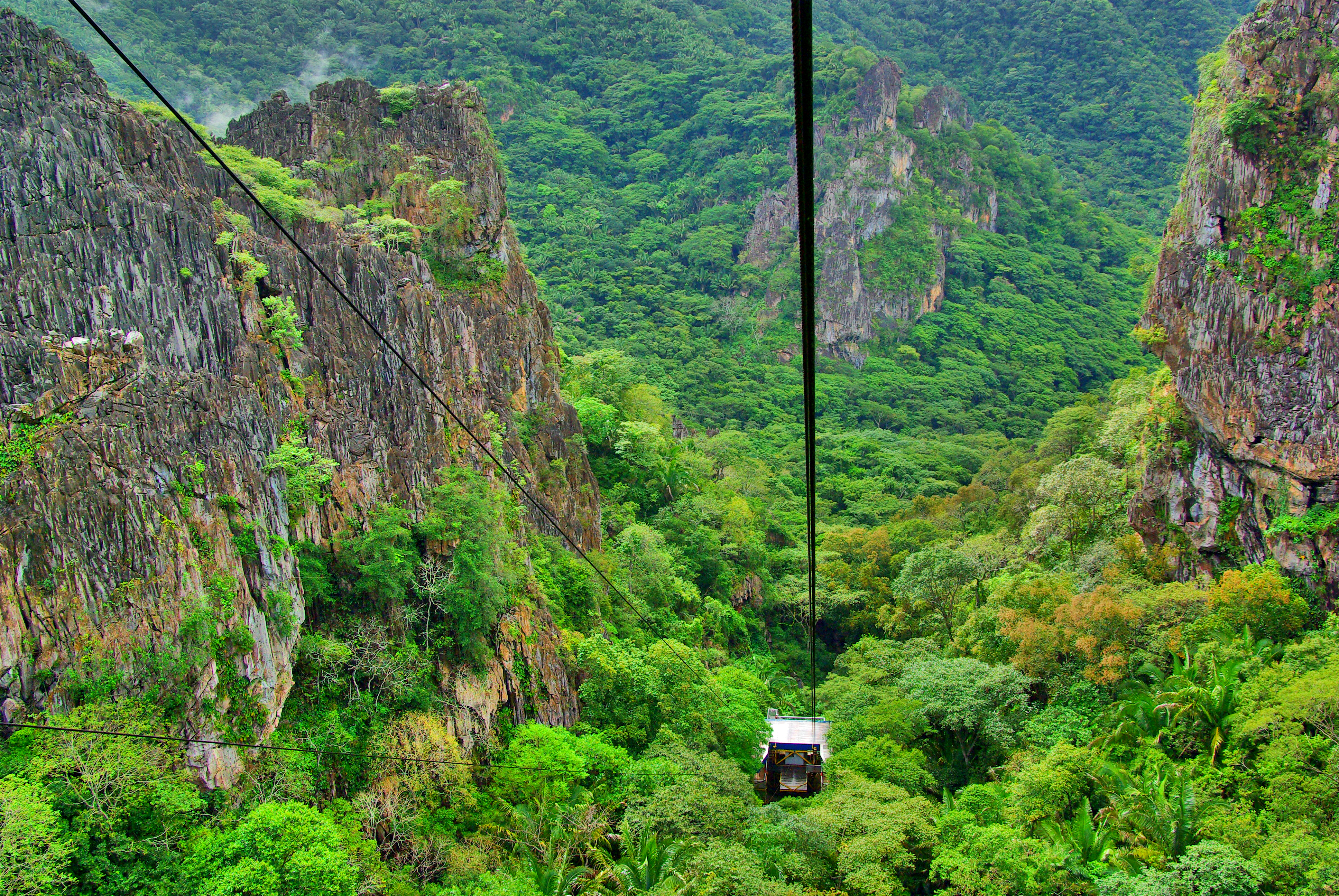
Percurso do teleférico de Ubajara.

O visitante, além das trilhas, mirante, gruta, rios e cachoeiras, pode fazer um passeio no teleférico, independente de fazer o percurso na caverna. O equipamento é operacionalizado pelo Governo do Estado, através da Secretaria de Turismo - SETUR. Entretanto, o teleférico do parque encontra-se paralisado há dois anos.

## Aspectos culturais e históricos

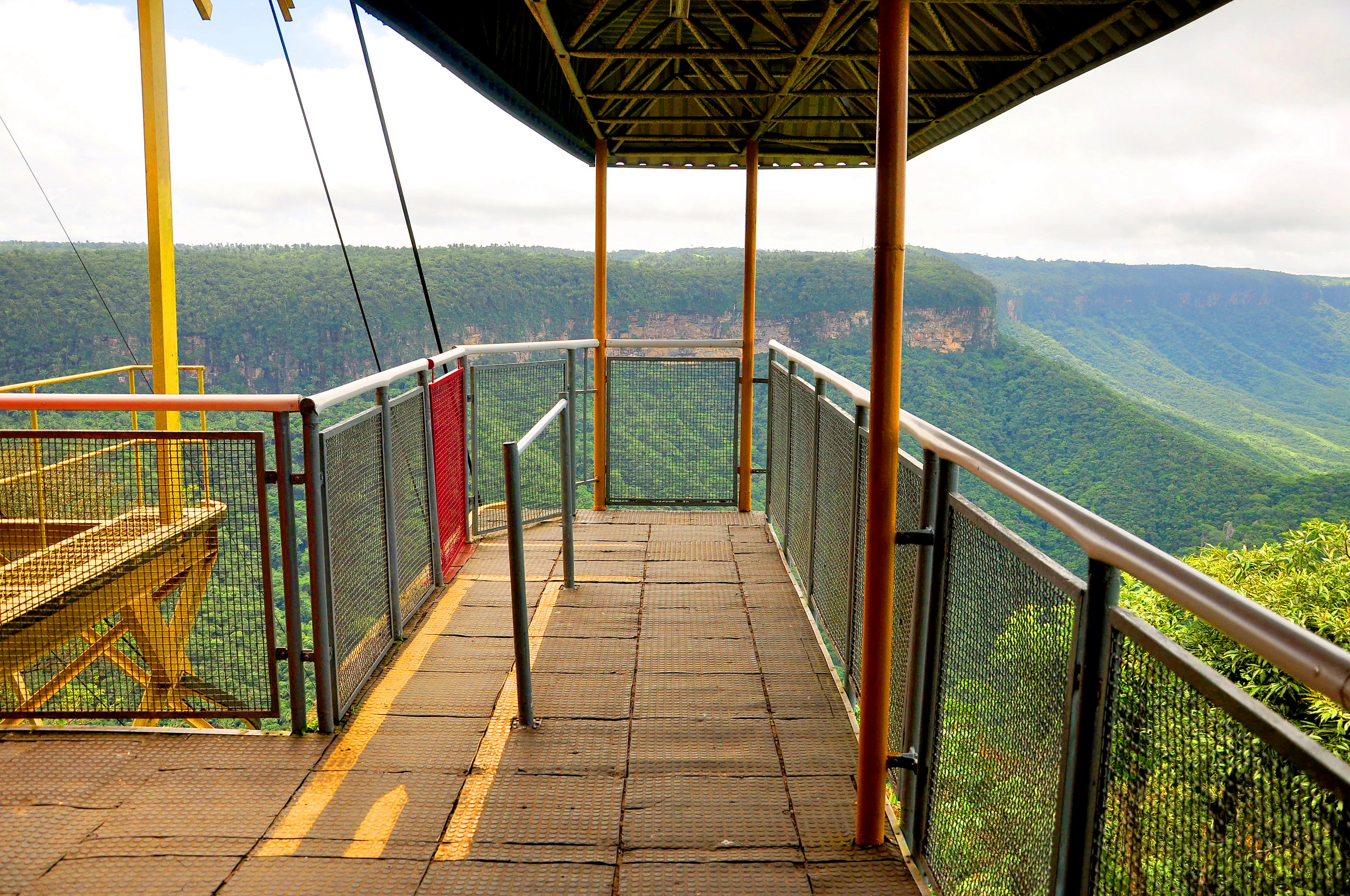
Vista do Mirante.

Consta que a Gruta de Ubajara é conhecida desde o início do século XVIII, quando os portugueses realizaram expedições na região em busca de minérios, especialmente prata, sem lograrem sucesso. O nome ubajara é de origem indígena e a tradução que prevalece é Senhor da Canoa. Este nome teria surgido da lenda de um cacique que, vindo do litoral, teria habitado a gruta por muitos anos. Existem outras traduções para o nome, como Senhor das Flechas e Flexeiro Exímio. Algumas pessoas acreditam que a origem da gruta de Ubajara deve-se às escavações em busca de prata, somadas a quase duzentos anos de intempéries. A origem e essência do Parque sempre foram a gruta, que também foi motivo de apaixonadas crônicas de personalidades locais e lendas regionais.

## Aspectos naturais

### Vegetação
O Parque, embora esteja inserido no Bioma Caatinga, está distribuído em três Ecossistemas: Floresta Ombrófila Aberta, (Mata Atlântica), Floresta Subperenifólia e Caatinga. Seu levantamento florístico aponta centenas de espécies, conferindo ao parque exuberantes faixas vegetacionais.

### Clima
A temperatura média anual varia entre 20 e 22º na Serra da Ibiapaba, local onde está localizado o Parque Nacional, e em torno de 24 a 26º na depressão periférica. O clima pode, então, ser dividido em dois tipos: um úmido e relativamente frio, de janeiro a junho, e outro seco e quente, que prolonga de julho a dezembro. Junho e julho são geralmente os meses de temperatura mais amena. Os meses de outubro e novembro destacam-se como os mais quentes do ano.

### Relevo

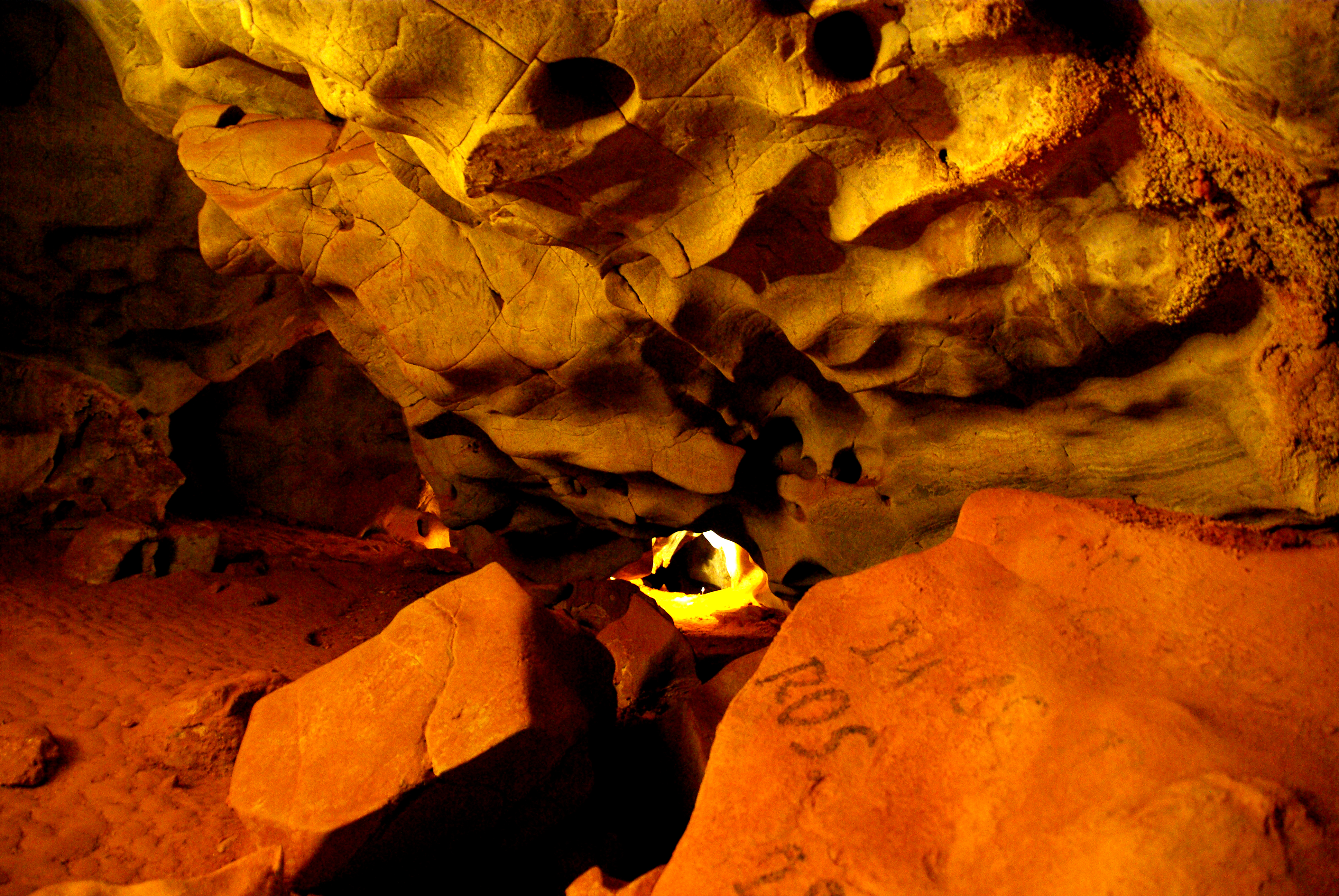
Vista interna de uma das grutas do parque.

Composto por rochas variadas, que criam paisagens morfológicas diferentes. A Serra da Ibiapaba constitui uma das mais notáveis feições topográficas do nordeste brasileiro pela extensão e continuidade da escarpa, que acompanha de perto os limites estaduais.

### Espeleologia, Paleontologia e Arqueologia
O Parque Nacional de Ubajara é responsável pela preservação e conservação de 11 cavernas, dentre as quais se destaca a Gruta de Ubajara por ser aberta a visitação. As restantes são destinadas exclusivamente à pesquisa científica. É responsável, também, pela Gruta do Urso Fóssil, a qual recebeu esta denominação em decorrência da descoberta de um crânio fossilizado de um urso da espécie Arctotherium brasiliense, com datação de aproximadamente 10.000 anos, e que encontra-se hoje depositado no museu da Universidade de São Paulo.

### Fauna

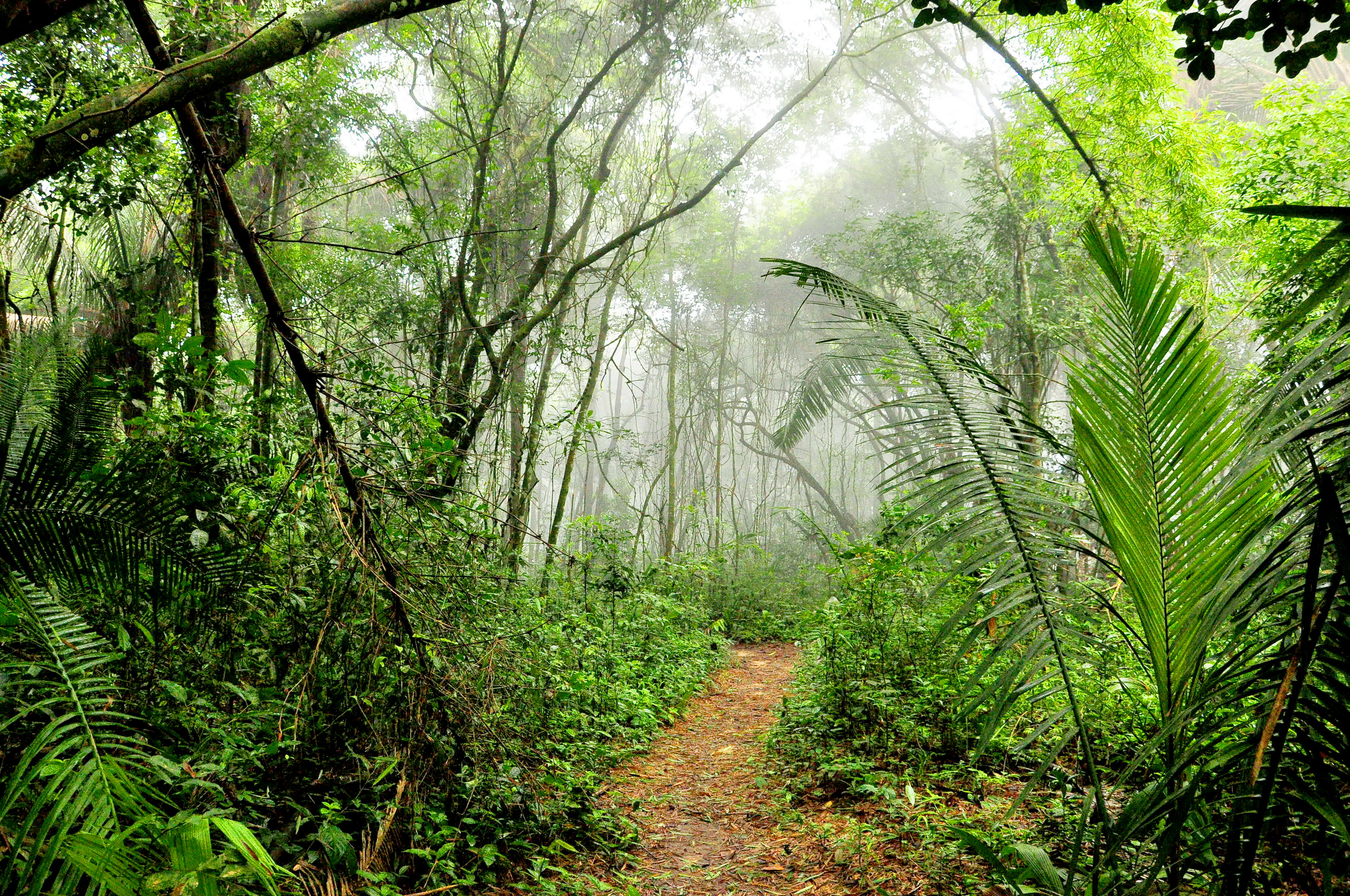
Uma das trilhas do parque.

O levantamento faunístico do Parque Nacional de Ubajara inclui os grupos Insecta (Ordens Lepidoptera, Coleoptera, Diptera, Hymenoptera, Hemiptera e Homoptera) e vertebrados das Classes Amphibia, Reptilia, Aves e Mammalia. Além dos grupos Crustacea (Classe Malacostraca: Ordem Decapoda), Arachnida (Araneae, Opiliones, Amblypygi e Acari) e Mollusca (Ordem Gastropoda: Subclasse Pulmonata).
Até o momento foram identificadas 41 espécies de mamíferos, 17 espécies de serpentes, 16 espécies de lagartos, 16 espécies de anfíbios, 14 famílias de insetos e 127 espécies de aves.
Entre os animais mais característicos da região estão os morcegos, nas grutas, o mocó, roedor que pode ser encontrado na área habitando as rochas e escarpas, sendo muito caçado pela população regional, que o utiliza como fonte de alimento, além do macaco-prego, o mico-estrela, o tamanduá-mirim e a cotia.

## Antecedentes Legais

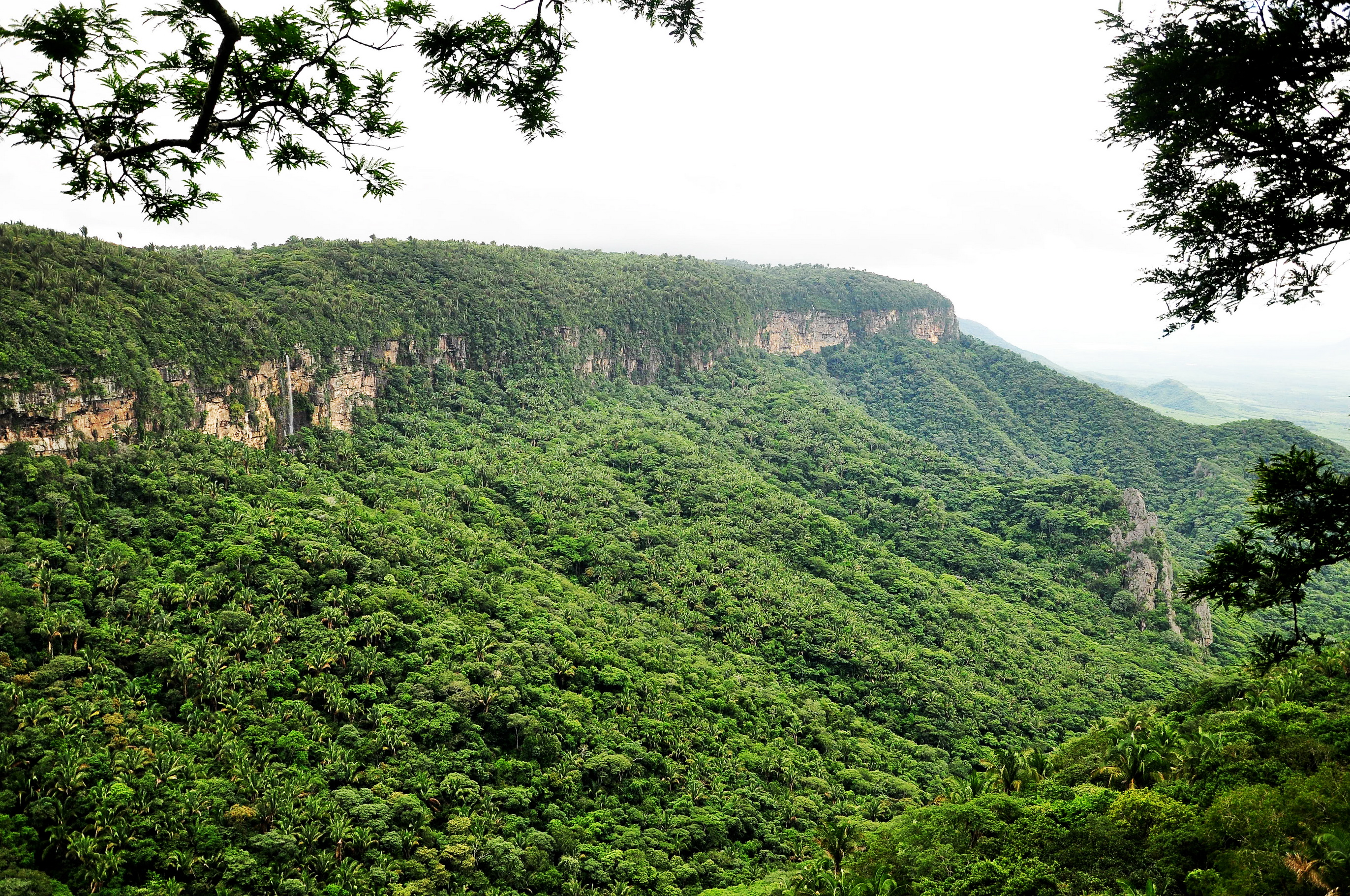
Chapada de Ubajara.

Durante visita que fez à Gruta de Ubajara, no final da década de cinquenta, o então diretor do Serviço Florestal do Ministério da Agricultura, Dr. David Azambuja, ficou encantado com a riqueza do patrimônio espeleológico e da biodiversidade existente, bem como com a beleza cênicas do local, prometendo envidar todos os esforços junto aos seus superiores hierárquicos, visando tornar possível a criação de um Parque Nacional, com a finalidade de garantir a integridade e o processo de evolução do conjunto de formações geológicas existentes. Tudo indica que o então diretor levou a bom termo a sua promessa, pois no dia 30 de abril de 1959 era assinado pelo presidente da República, Juscelino Kubitschek de Oliveira, o decreto de criação do parque nacional de Ubajara.